# Chinatown (Liverpool)

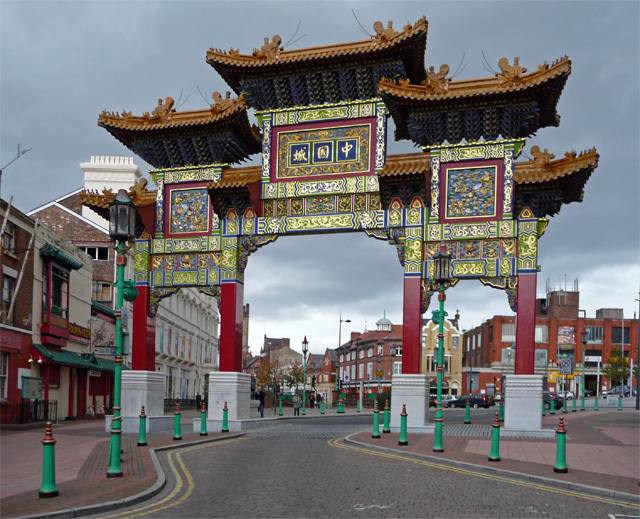
Pailou (Scheintor) in der Nelson Street

Chinatown ist ein Stadtteil im Süden der englischen Hafenstadt Liverpool und beheimatet die älteste chinesische Gemeinschaft Europas. Die Einflüsse der chinesischen Diaspora zeigen sich neben chinesischen Restaurants und Supermärkten vor allem in der Architektur zahlreicher Gebäude wie dem Pailou an der Nelson Street, bei dem es sich um das größte außerhalb Chinas handelt.

## Geschichte
Eine erste große Einwanderungswelle chinesischer Immigranten nach Liverpool erfolgte in den späten 1850er Jahren mit der Gründung der Blue Funnel Line, die eine Schiffsverbindung mit den Städten Shanghai und Hong Kong für den Import von Seide, Baumwolle und Tee ins Leben rief. Um den chinesischen Seeleuten während ihres Landgangs eine Unterkunft zu bieten, ließ die Reederei im Umkreis des Hafens Pensionen errichten, wo die Männer bei Landsleuten wohnen konnten, die ihre eigene Sprache sprachen. Viele chinesische Seeleute entschieden sich, in Liverpool zu bleiben und sich im hafennahen Gebiet um den Cleveland Square, die Pitt Street und Frederick Street niederzulassen, wo sie schon bald eigene Läden eröffneten.